# Champagne Céréales
Champagne Céréales était un groupe coopératif agro-industriel français. Au cœur du groupe, la coopérative fédèrait 8 285 agriculteurs sur un grand quart nord-est de la France. Autour de la coopérative, le groupe agro-industriel Siclaé, l'une des filiales de Champagne Céréales, se concentrait sur la création de valeur à partir des grandes productions céréalières.
Le groupe fusionna en avril 2012 (avec l'accord de l'autorité de la concurrence) avec Nouricia, une autre coopérative agricole champenoise, pour donner naissance au groupe Vivescia, présidé par Pascal Prot,.

## Historique
En 1890 est créé le Syndicat agricole de Champagne. Sa vocation n'est pas d'être un « syndicat-boutique » où les adhérents peuvent se procurer des semences, des outils, etc., mais d'agir en faveur du développement des exploitations de ses adhérents. La devise du syndicat est : « Faisons nos affaires nous mêmes. Ne nous laissons pas administrer. »
Dans les années 1930, les syndicats, ne pouvant effectuer des activités de commercialisation, sont prolongés par des coopératives. C’est ainsi que la Providence Agricole est créée à Reims en 1927 par le président-fondateur du syndicat agricole de la Champagne, Gustave de Bohan. En 1934, la Providence agricole devient une coopérative et ajoute à ses statuts la possibilité de collecter, stocker, vendre et transformer les céréales de ses adhérents.
En 1982, neuf coopératives se regroupent pour créer le GIE (Groupement d'intérêt économique) Champagne Céréales, dont l'objectif est de concentrer l'offre pour pouvoir accéder à de nouveaux marchés et de permettre une meilleure optimisation des revenus des agriculteurs. À partir de 1984, 13 coopératives forment l'Union Champagne Céréales (Anglure, CAREV, Coligny, Dormans, Epernay, Esternay, Jonchery Nesle, La Providence, Sézanne, Somme Tourbe, Union agricole ardennaise, Union champenoise des producteurs et Valmy).
L'UCC donne naissance, le 20 décembre 1991, à la coopérative céréalière agricole française : Champagne Céréales.
Le groupe rachète en 1987 l'entreprise Banette à Alain Storione et ses deux frères.

## Stratégie
Avec la mondialisation des marchés, il ne suffit plus de se regrouper entre agriculteurs pour former un syndicat, une coopérative, c'est-à-dire une stratégie conjointe du premier degré ; il est nécessaire de se regrouper entre coopératives en permettant, par la mise en place de montages juridiques appropriés, le rapprochement avec des partenaires industriels et commerciaux. Cela permet de financer de nouveaux débouchés alimentaires ou non alimentaires en correspondance avec l'évolution rapide des modes de consommation et d'investir dans des innovations technologiques permettant une valorisation non alimentaire de la production.
En s'engageant vers la transformation des produits de ses adhérents, La Providence agricole a fragilisé les concurrents, c'est-à-dire les autres coopératives de la région. Au lieu de se servir de sa position de leader pour éliminer la concurrence, La Providence agricole a préféré, dès 1978, entamer une réflexion permettant de continuer à assurer la vocation de la coopération en créant une force industrielle et commerciale permettant de valoriser la production des adhérents de toutes les coopératives de la région qui souhaitaient se regrouper. Ainsi furent créés le GIE Champagne Céréales, puis l'Union Champagne Céréales pour aboutir, in fine, à la création du groupe Champagne Céréales. Jacques De Bohan était convaincu de la nécessité de s'unir pour conquérir de nouveaux marchés, en créant en même temps de nouveaux débouchés par un investissement dans des processus technologiques permettant de nouvelles valorisations des productions agricoles.

## Le groupe Champagne Céréales
On retrouve autour de la coopérative un groupe agri-industriel. Le chiffre d'affaires consolidé du groupe atteignait 2,443 milliards d'euros en 2009-2010. Le groupe Champagne Céréales s'articule autour de deux pôles : un pôle agricole, avec la coopérative, ses filiales de production, distribution, logistique et ses filiales en Ukraine ; et un pôle industriel qui réunit des filiales de dimension internationale dédiées à la transformation alimentaire et un centre de recherche de pointe sur les matières végétales.

### Le pôle agricole

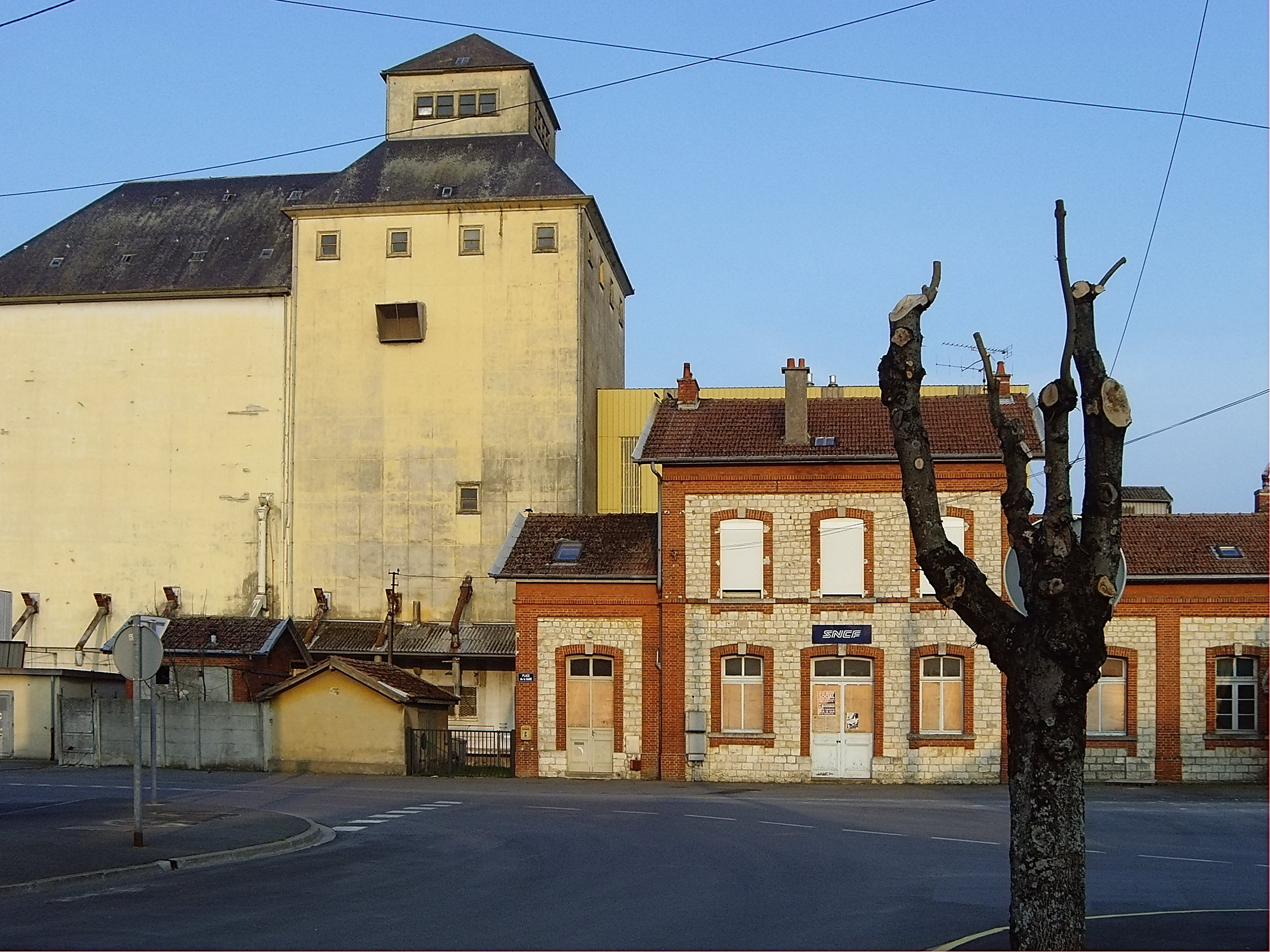
Le silo Champagne Céréales près de la gare de Vertus

Le pôle de production agricole regroupe la coopérative et ses filiales d'approvisionnement. La coopérative est leader incontesté de la région Champagne en parts de marché : 48 % de la collecte et 46 % des approvisionnements. Ses services accompagnent les adhérents dans leurs choix culturaux, dans la gestion de leurs achats d'intrants, dans leur récolte, et dans l'optimisation du prix de vente des céréales.
Elle a également été le moteur de la création de filiales régionales. Fédérant d'autres coopératives, elles peuvent ainsi jouer un rôle actif sur le marché des produits phytosanitaires, des semences et des engrais (SeVeal), des produits pétroliers (Champ'Energie), du transport routier de produits agricoles (Agriliance), des achats d'équipements professionnels (Afferio), etc.

### Le pôle industriel
La société en commandite par actions Siclaé représente le pôle industriel de Champagne Céréales qui en est l'actionnaire pilote (la coopérative possédant 41,15 % du capital de Siclaé). Siclaé développe en France et à l'international des filières de transformation alimentaire des matières premières agricoles et joue un rôle de pionnier dans la recherche et développement des nouveaux usages des productions agricoles. Le transfert dans Siclaé de Chamtor et d'ARD/Soliance ouvre de nouvelles pistes de développement dans la bio-raffinerie végétale.
Siclaé est composé de 7 filières :
- Pôle malterie : Malteurop ;
- Pôle meunerie-BVP : Nutrixo ;
- Pôle maïserie : Kalizea ;
- Pôle amidonnerie/glucoserie : Chamtor ;
- Pôle nutrition animale : NESTAL ;
- Pôle bioénergies : Ineos Champlor / LMT Coop ;
- Centre de recherche et développement - Valorisation du végétal : ARD.